# Neotheronia obesa
Neotheronia obesa là một loài tò vò trong họ Ichneumonidae.